# بوژدارواتس
بوژدارواتس (به صربی: Boždarevac) یک منطقهٔ مسکونی در صربستان است. بوژدارواتس ۹٫۶۵ کیلومتر مربع مساحت دارد.